# Polka
Polka je živahan ples u dvočetvrtinskom taktu kojega je oko 1830. godine izmislila Anna Sleznik, a korijene vuče iz poljskog folklora, odnosno narodnog plesa.
Neki smatraju da je ime dobio od češkog "pulka" - polunota, pola takta, polukorak, dok postoji i mišljenje da je jednostavno nazvan prema "Polka" - Poljakinja.
Polka se brzo našla na plesnim podijima europskih gradova, a u to vrijeme smatrana je vrlo skandaloznim plesom i to zbog vrlo prisnog načina na koji su partneri držali jedno drugo za vrijeme plesa.
Polka se može plesati tako da plesač stoji s lijeve strane plesačice, a ruke su im prekrižene ispred. U slučajevima kada se polka pleše u zatvorenoj poziciji, koraci plesačice oponašaju pokret koji je obratan od pokreta njezina partnera. 